# Tropidurus semitaeniatus
Tropidurus semitaeniatus é uma espécie de lagarto conhecida popularmente como calango-de-lajedo, calango-de-lajeiro, lagartixa-de-lajeiro ou lagartixa de pedra. É encontrado em regiões de caatinga do nordeste brasileiro.